# Meilleure technique disponible
En Europe, la « meilleure technique disponible » (MTD) est la technique qui respecte le mieux les critères de développement durable. Dans l'idéal, les MTD devraient respecter, autant que faire se peut, à la fois les critères des trois piliers du développement durable : économique, social, et environnemental, ainsi que les critères de gouvernance.

## Contexte
La MTD est élaborée en application de directive européenne 2010/75/UE du Parlement européen et du Conseil du 24 novembre 2010 relative aux émissions industrielles (prévention et réduction intégrées de la pollution), dite directive IED. En fonction de l'évolution de la science et des techniques, ces techniques peuvent évoluer ou être confirmée (ex : fin 2021, une décision de la Commission européenne du 30 décembre, publiée au Journal officiel de l'UE, a reconduit les conclusions sur les meilleures techniques disponibles (MTD) pour les grandes installations de combustion.

## Définition précise
Elle y est notamment définie comme « le stade de développement le plus efficace et avancé des activités et de leurs modes d’exploitation, démontrant l’aptitude pratique de techniques particulières à constituer la base des valeurs limites d’émission et d’autres conditions d’autorisation visant à éviter et, lorsque cela se révèle impossible, à réduire les émissions et l’impact sur l’environnement dans son ensemble ».

## Mises à disposition
Les MTD sont répertoriées dans des documents appelés « BREF » (pour Best available techniques REFerence document ou documents de référence sur les MTD) en fonction du domaine d'activité (industries d'activités énergétiques, production et transformation des métaux, industrie minérale, industrie chimique, etc.).
Pour compléter la directive IED, « des documents européens référencent les MTD qui peuvent être mises en œuvre, ainsi que des niveaux d’émissions associés, qui servent de référence aux autorités environnementales pour fixer les valeurs limites d’émission. Ces conclusions européennes sur les meilleures techniques disponibles ont été établies par décision d’exécution de la Commission européenne ».

## Exemple d'utilisation
Un arrêté relatif aux meilleures techniques disponibles (MTD) applicables à certaines installations classées (ICPE) du secteur de l'industrie textile, après une phase de préparation et consultation du public, puis d'examen par le Conseil supérieur de la prévention des risques technologiques (CSPRT) a été publié au Journal officiel[Lequel ?] le 1er février 2025 ; il précise les « prescriptions en matière de prévention, réduction et contrôle des émissions polluantes dans ce secteur, pour 13 installations classées (réalisant des opérations, à plus de 10 t/j, de prétraitement (lavage, blanchiment, mercerisation) ou de la teinture de fibres textiles ou de textiles, associées éventuellement à de l’enduction, ou de l’impression par exemple ». Il applique une décision d’exécution (UE) 2022/2508 de la Commission européenne du 9 décembre 2022 établissant les conclusions sur les meilleures techniques disponibles (MTD) pour l’industrie textile, au titre de la directive 2010/75/UE du Parlement européen et du Conseil relative aux émissions industrielles du 20 décembre 2022 (« En fonction du contexte local, des arrêtés préfectoraux complémentaires resteront nécessaire pour fixer éventuellement des conditions plus contraignantes »).